# Kriegsgefangenenlager Zedelgem

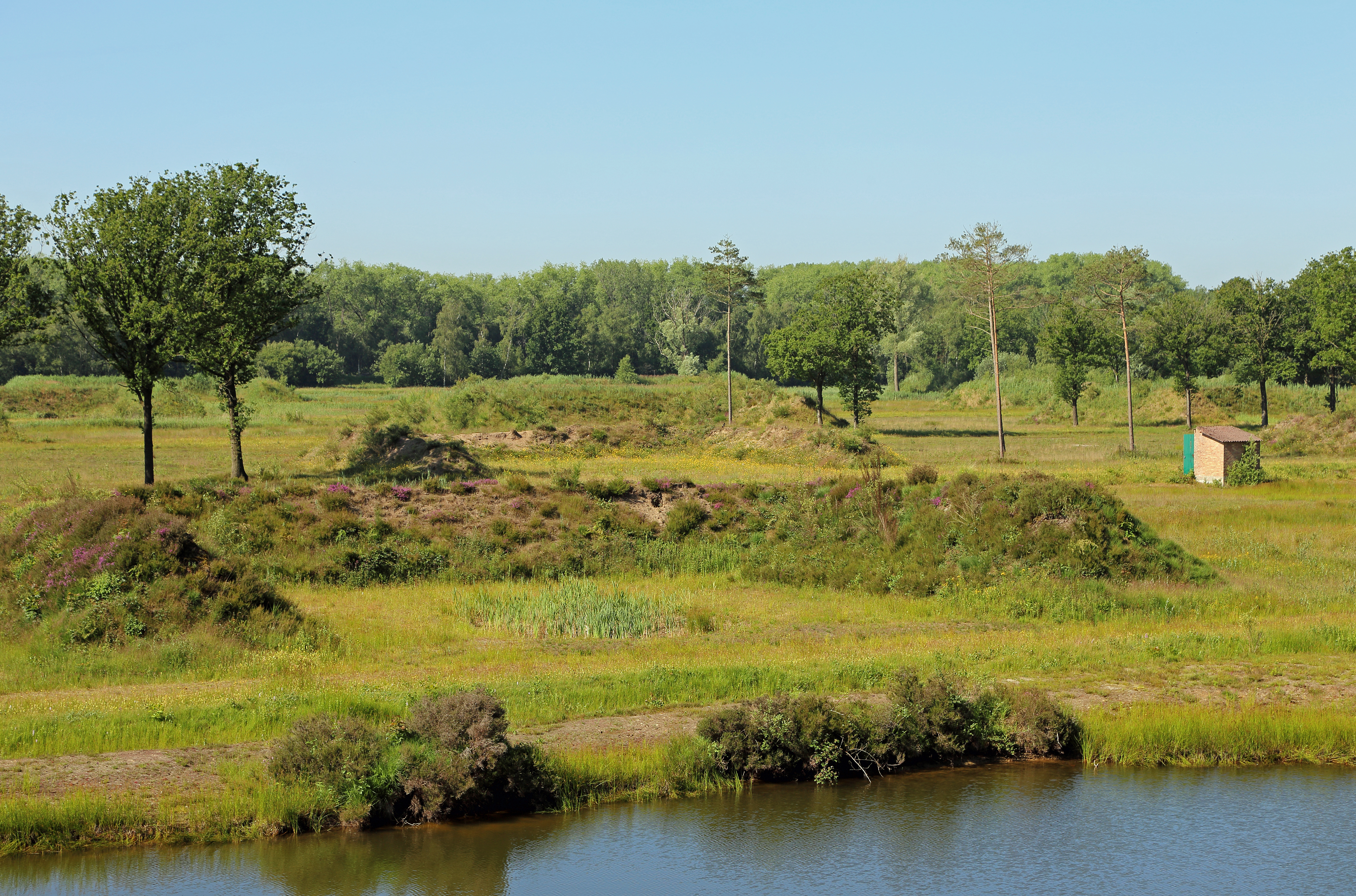
Das Vloethemveld mit Ruinen des Munitionsdepots heute

Das Kriegsgefangenenlager Zedelgem in Belgien war ein unter britischer Verwaltung stehendes Gefangenenlager in der Nähe des belgischen Ortes Zedelgem. Es existierte von Mitte 1944 bis September 1946.

## Geschichte
Das ursprünglich geschlossene Waldgebiet wurde im Ersten Weltkrieg von Deutschen gerodet, die das Holz für den Bau von Kasernen, Munitionsdepots und Bahnlinien brauchten. Von der deutschen Armee wurde dort zwischen 1914 und 1918 ein Schießstand betrieben. Beim deutschen Rückzug 1918 wurde alles wieder zerstört, das Gelände blieb aber weiterhin in militärischer Nutzung.
1926 wurde vom belgischen Militär das Munitionsdepot gebaut, das von der belgischen Armee bis 1940 benutzt wurde. In diesem Jahr wurde es von der deutschen Wehrmacht eingenommen und bis 1944 für eigene Zwecke genutzt. Mitte 1944 wurde es von den vorstoßenden Alliierten besetzt. Die Streitkräfte des Vereinigten Königreichs errichteten und betrieben dort ein Kriegsgefangenenlager auf belgischem Boden, wie auch in Antwerpen, Berchem, Beverloo, Brasschaat, Brügge, Brüssel, Edingen, Elsenborn, Gent, Jabbeke, Kemmel, Kraai, La Hulpe, Mariakerke, Maria ter Heide, Mecheln, Merksem, Ostende, Overijsche, Schaerbeck, Sterrebeck, Tournai, Vilvoorde, Waterloo, Zandvoorde, Zeebrügge und Zolder.
Im Sommer 1945 schwankte die Belegungsstärke im Lager zwischen 10000 und 15000 Kriegsgefangenen. Im Winter von 1945 auf 1946 wurden allein rund 1000 Offiziere gezählt. Die Unterkünfte bestanden aus Wellblechbaraken und undichten Munitionsschuppen. Für Offiziere betrug die Ernährung 200g Weißbrot, 0,5l Suppe, 50g Marmelade, oder 28g Margarine oder 116g Wurst oder 40g Schinken. Arbeitende Mannschaftsdienstgrade erhielten dagegen 250g Weißbrot, 20g Margarine, 15g Marmelade, 60g Wurst, 20g Käse und 1l Gemüsesuppe pro Tag. Durch Unterernährung bildeten sich bei einigen Gefangenen Hungerödeme, andere verstarben. Als politisch belastet eingestufte Gefangene kamen in Isolierlager, in denen noch schlechtere Zustände herrschten. Besonders unterernährte Gefangene wurden von ihren Kameraden als „Gandhis“ bezeichnet.

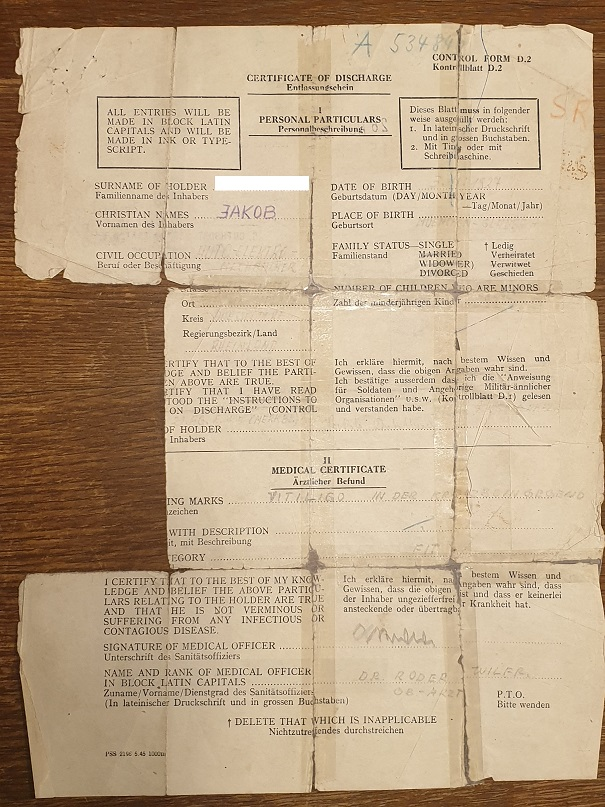
Entlassungsschein eines Gefangenen des Lagers Zedelgem

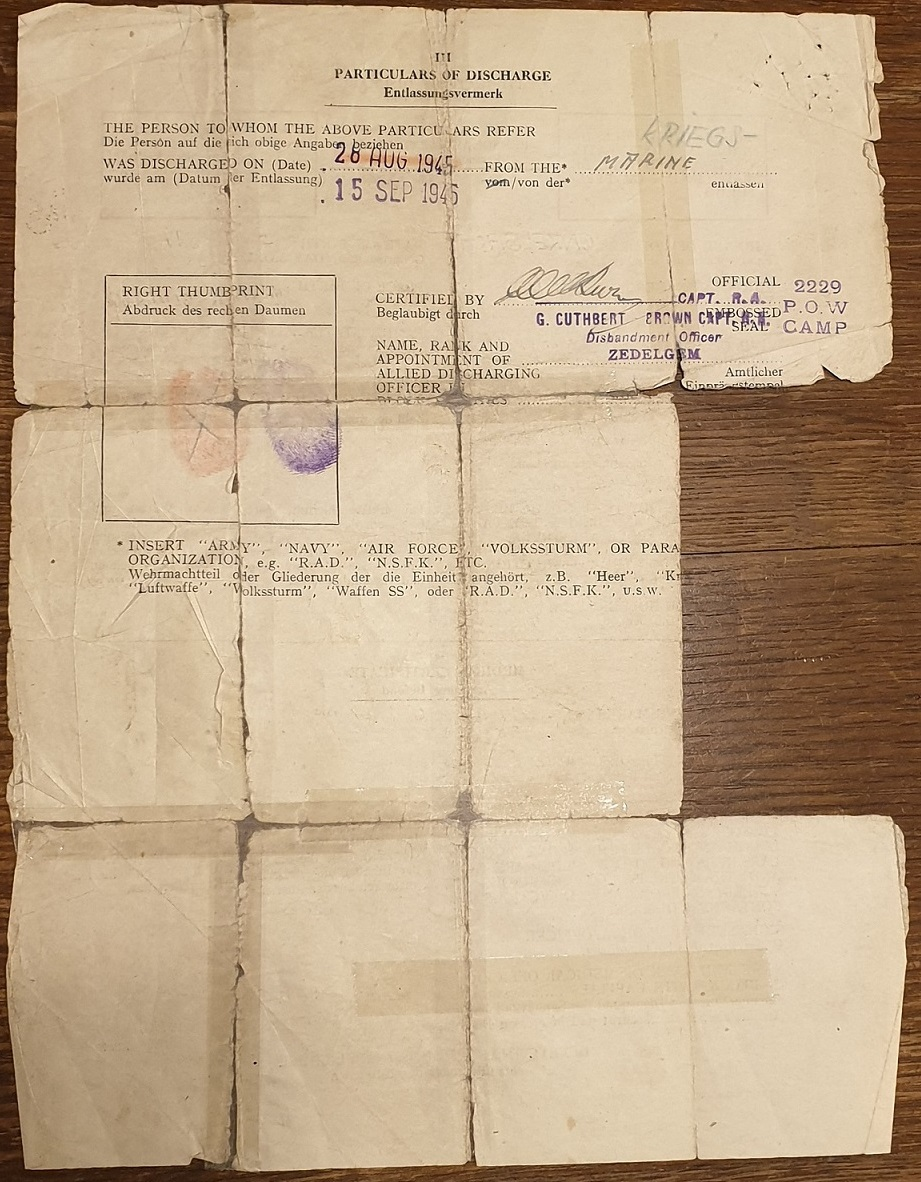
Rückseite des Entlassungsscheins

Das Kriegsgefangenenlager Zedelgem mit seinen vier Einzellagern wurde auf dem Gelände des sogenannten Vloethemvelds errichtet. Das (Haupt)Lager war in vier Einzellager unterteilt:
- Lager 2226 (Cage 1,2,3)
  - für niedere und höhere Offiziere,
  - bestehend aus festen Gebäuden des ehemaligen Munitionsdepots.
- Lager 2227
  - für deutsche und österreichische Soldaten,
  - bestehend aus festen Gebäuden und Holzbaracken des ehemaligen Munitionsdepots.
- Lager 2229
  - für ausländische Soldaten im Wehrmachtsdienst (besonders aus dem Baltikum),
  - bestehend aus Holzbaracken.
- Lager 2374/2375
  - Eingangslager (Spitzname „Hotel Zedelgem“),
  - bestehend aus Zelten.

Ein bekannter Insasse des Lagers war Ulrich de Maizière, der sich erinnert, dass er im Camp 2226 die Lagerbücherei verwaltete, in der etwa 750 Bände vorhanden waren.
Ab dem 12. April 1945 war das britische 24. Füsilier-Bataillon, Teil der 13. bzw. später 14. Füsilier Brigade, mit der Bewachung des Lagers beauftragt. Das Bataillon wurde im September vom 11. Füsilier-Bataillon unter Major DeWulf abgelöst, das wiederum am 24. Dezember 1945 abgelöst wurde.
Eine Liste des britischen Hauptquartiers der 21. Armee-Gruppe unter Feldmarschall Montgomery vom 19. Juli 1944 führt den Gesamtbestand an Gefangenen im britischen Gewahrsam auf, darunter auch der vier Lager in Zedelgem. Insgesamt befanden sich zu diesem Zeitpunkt 276.635 Gefangene in britischen Gefangenenlagern. Davon befanden sich in Zedelgem ca. 63.000 Mann. Schätzungen gehen davon aus, dass insgesamt ca. 100.000 Gefangene das Lager Zedelgem durchliefen.
Das Lager wurde im Oktober 1946 aufgelöst. Einige Insassen wurden an belgische Kriegsgefangenenlager übergeben. Höhere deutsche Offiziere wurden ins Munsterlager verlegt. Nach diversen Umbauten nutzte das belgische Militär die Anlage von 1951 bis 1994 wieder als Munitionsdepot.

## Das Gelände heute
Noch heute sind auf dem Gelände zwei Skulpturen erhalten, die von den Gefangenen errichtet wurden. Eine stellt eine wartende Mutter mit ihren beiden Kindern dar. Auf dem Sockel steht der Satz: „Wann kommst Du?“ Die Figur wurde von ihren Erbauern auf den Namen „Marianne“ getauft. Die andere Figur stellt einen Ritter (Hl. Georg) zu Pferd dar, der mit einer Lanze einen Drachen tötet. Die Figur ist als farbiges Wandrelief ausgeführt. Beide Skulpturen sind stark verwittert und bedürfen einer Restaurierung. In etwa 100 Meter Entfernung des ehemaligen Lagereinganges gibt es eine Gedenktafel.
Das 350 Hektar große Gelände ist nur zum Teil öffentlich zugänglich und wurde 1995 als Naturschutzgebiet ausgewiesen. Die Schutzfläche ist inzwischen auf 500 ha ausgedehnt worden.